# Atikamekw
Atikamekw (Bikova glava; Attikamek, Attikamekw, Attimewk, Attikamègues ["whitefish people"];  Tête-de-Boule, Round-heads, Round Heads, Big-heads, Bullheads), indijansko pleme porodice Algonquian s gornjeg St. Maurice Rivera, sjeverno od Montreala. Pleme je sredinom 17. stoljeća (prema jednom izvoru) imalo između 500 i 550 duša, a 1850. oko 150 ih je raspršeno na preko 7,000 km 2, podijeljenih na dvije bande, Kikendatch (Kikendash, Kikenitak) i Weymontachie. Treća banda poznata kao Manouane, nastala je tek negdje između 1865. – 1875. kao ogranak Weymontachie Indijanaca. Attikamekw su imali u prošlosti bili grana Montagnaisa koja je ime dobila po jednoj vrsti riba ('white fish') od koje su, kaže Eva Lips, 'isključivo živjeli'.

## Kultura
Attikameki su imali malo kontakta s Europljanima, a oružanih sukoba nikako. Jedino zlo koje ih je indirektno od bijelaca pogodilo, su boginje koje su dobili preko Montagnais Indijanaca. Epidemije boginja 1600.-tih su ih gotovo uništile. 1700.-tih dolazi do rata zbog trgovine krznom, između Montagnaisa i Irokeza pa su bili uvučeni u njega. Kraj bogat šumom privlači 1800.-tih u njihovo područje šumsku industriju pa Indijanci gube dijelove svoje zemlje. U 20. stoljeću njihova naselja potopljena su izgradnjom brana i hidroelektrana, dolazi i do trovanja rijeka živom. Ovi Indijanci ipak su ostali živjeti u svojim hladnim šumama i dan-danas sačuvali su svoj jezik i svoju 'primitivnu' kulturu.

## Jezik
Jezik Attikamekw ili Tête-de-Boule pripada porodici Algonquian, mnogi autori, a među njima i Eva Lips drže ih ogrankom Montagnaisa. Premda etnolozi tvrde jedno, jezikoslovci smatraju da se oni služe dijalektom jezika Indijanaca Cree. Uz svoj vlastiti jezik, mlađi ljudi se danas služe sve više i francuskim kao drugim jezikom.

## Attikamekw danas
Danas Attikamekw imaju status zasebnog plemena koje se dijeli na 3 bande, to su, viz.: Opitciwan, Weymontachie i Manouane.  Godine 1992. ima ih svih skupa preko 4,400. Banda Opitchiwan danas živi na Reserve d'Obedjiwan (službeno 'Obedjiwan First Nation') u Quebecu, a ostale dvije bande u naseljima Weymontachie ('Weymontachie First Nation') i Manawan ('Manawan First Nation'), također Quebec.

## Vanjske poveznice
- Atikamekw Nation Council  Arhivirana inačica izvorne stranice od 20. travnja 2006. (Wayback Machine)
- Native Languages of the Americas: Attikamekw (Attikamek, Atikamekw, Attimewk)
- Atikamekw (francuski)  Arhivirana inačica izvorne stranice od 4. svibnja 2006. (Wayback Machine)
- Atikamekw
- THE ATTIKAMEKS  Arhivirana inačica izvorne stranice od 22. travnja 2006. (Wayback Machine)
- Foto galerija